# Białystoks getto
Białystoks getto inrättades den 1 augusti 1941. Tiotusentals judar deporterades därifrån till förintelselägret Treblinka.